# قصور الكظر
قصور الكظر، حالة مرضية تعجز فيها الغدة الكظرية عن إنتاج كميات كافية من الهرمونات الستيروئيدية، وبشكل أساسي الكورتيزول، وقد تشمل أيضاً تدهوراً في إنتاج الألدوستيرون (مينيرالوكورتيكوئيد) والذي ينظم كلاً من عمليات الاحتفاظ بالصوديوم، إطراح البوتاسيوم، والاحتفاظ بالماء. من الشائع أن يشعر المريض بالتوق لأكل الملح أو الطعام المالح بسبب خسارته للصوديوم في البول.
يبدي كل من داء أديسون وداء فرط التنسج الكظري أعراض مماثلة لقصور الكظر. إذا ما تُرك قصور الكظر من دون علاج قد يؤدي إلى آلام بطنية شديدة، إقياء، وهن عضلي، إنهاك، اكتئاب، انخفاض شديد في ضغط الدم، فقدان وزن، قصور كلوي، تبدلات في المزاج والشخصية، وصدمة (أزمة كظرية). تقع الأزمة الكظرية في حال تعرض الجسم لأحد أصناف الشدة، كالحادث، الإصابة بجروح، الجراحة، الإنتانات الشديدة، وقد يتبع ذلك موت سريع.
لقصور الكظرية عدة أسباب تُصَنّف إلى أولية (داء أديسون) وثانوية. قصور الكظرية الأولّي ينجم عن تلف مباشر للغدة نتيجة التهاب مناعي ذاتي، عدوى (كالسل)، نزيف، أو انبثاث سرطاني إلى القشرة. قصور الكظر قد يكون ناتجاً عن عجز الوطاء (الهيبوثالاموس) أو الغدة النخامية عن إنتاج كميات كافية من الهرمونات المساعدة في تنظيم وظيفة الكظر. في حال النقص في إفراز ACTH من الغدة النخامية (ACTH=AdrenoCorticoTropic Hormone=الهرمون الموجه لقشرة الكظر) نكون أمام حالة قصور كظر ثانوي، وفي حال نقص إفراز CRH من الوطاء (CRH=Corticotropin-Releasing Hormone=هرمون مطلق لموجهة القشرة) نكون أمام قصور كظر ثالثي.